# Helen Glover
Helen Glover (Truro, 17 de juny de 1986) és una remadora anglesa.

## Biografia
Filla de Rachel i Jimmy Glover, un antic capità de rugbi, va néixer el 17 de juny de 1986 a la ciutat anglesa de Truro (Regne Unit). Va ser educada a l'escola Humphry Davy de Penzance i posteriorment va assistir a la Universitat Metropolitana de Cardiff. Es va iniciar en el rem mentre s'exercia com a professora en Bath. Va obtenir les medalles de plata dels campionats mundials de 2010 i 2011, ambdues en la categoria per parelles de rem sense timoner juntament amb Heather Stanning, i va participar en els Jocs Olímpics de Londres 2012, on va aconseguir la medalla d'or en la mateixa prova.